# Aderus mexicanus
Aderus mexicanus là một loài bọ cánh cứng trong họ Aderidae. Loài này được Champion miêu tả khoa học năm 1893.